# 石島 (西沙諸島)
石島（中国語名。英語: Rocky Island、ベトナム語：Đảo Đá / 島𥒥）は、西沙諸島（パラセル諸島）北東部のアンフィトリテ諸島（英語: Amphitrite Group、中国語: 宣徳環礁）に属する島の一つ。ウッディー島の付属島であったが、現在は中国による埋め立てが進みウッディー島と一体化している。
全長約400メートル、全幅約200メートル、最高点の海抜は13メートル。
この島は中華人民共和国に実効支配されており、主権を主張するため、“中国主権碑”が設置されている。中国では海南省三沙市に組み込まれている。一方、中華民国（台湾）とベトナムもこの島の主権を主張している。